# زووابر، سیونیک
زووابر (به ارمنی: Զովաբեր) یک منطقهٔ مسکونی در ارمنستان است که در استان سیونیک واقع شده‌است.  در  کیلومتری جنوب کاپان، مرکز استان سیونیک واقع شده است.  در  کیلومتری شمال کاپان، مرکز استان سیونیک واقع شده است.

## خصوصیات
زووابر کیلومترمربع مساحت و  نفر جمعیت دارد و در ارتفاع  متر بالاتر از سطح دریا قرار گرفته است.